# Jasper Iwema
Jasper Iwema (Hooghalen, 15 novembre 1989) è un pilota motociclistico olandese.

## Carriera
Esordisce nella classe 125 del motomondiale nel 2007, in qualità di wild card nel Gran Premio casalingo con la Honda, senza ottenere punti. Corre lo stesso Gran Premio nel 2008, ancora come wildcard, con la Seel, senza ottenere punti.
Nel 2009 diventa pilota titolare, ingaggiato dal Racing Team Germany con una Honda RS125R. Ottiene come miglior risultato un tredicesimo posto in Francia e termina la stagione al 28º posto con 3 punti. In questa stagione è costretto a saltare il GP di Indianapolis per infortunio. Nel 2010 passa alla guida della Aprilia RSA 125 del team CBC Corse; il compagno di squadra è Louis Rossi. Ottiene come miglior risultato un ottavo posto in Repubblica Ceca e termina la stagione al 16º posto con 34 punti. In questa stagione è costretto a saltare il Gran Premio della Comunità Valenciana per infortunio.
Nel 2011 passa al team Ongetta-Abbink Metaal. Ottiene come miglior risultato un decimo posto in Repubblica Ceca e termina la stagione al 23º posto con 16 punti. Nel 2012 inizia la stagione nel team Moto FGR nella nuova classe Moto3, alla guida di una FGR Honda, ma non porta a termine il campionato in quanto dopo il Gran Premio d'Aragona viene sostituito da Josep Rodríguez. Ha totalizzato 9 punti con il settimo posto in Francia. Nel 2013 passa al team RW Racing GP, che gli affida una Kalex KTM. Ottiene come miglior risultato un tredicesimo posto in Qatar e termina la stagione al 24º posto con 8 punti.
Nel 2014 corre in Olanda e Gran Bretagna come wildcard a bordo di una FTR KTM, nel seguito della stagione, prende il posto di Bryan Schouten sulla Mahindra MGP3O del team CIP a partire dal Gran Premio d'Aragona. Totalizza 4 punti. Nel 2015 corre in Moto2 come wild card a bordo di una Speed Up; contestualmente al mondiale prende parte alla prova iniziale del CEV Moto2 con una MVR senza ottenere punti.
Passa in seguito a correre nello speedway e nell'ice speedway. Nel 2021 torna a correre su pista, ingaggiato dal team Pons Racing per correre in MotoE al fianco di Jordi Torres. Chiude la stagione al diciassettesimo posto con 13 punti. Dopo un 2023 inattivo in cui partecipa ad un Reality Show, nel 2024 torna a gareggiare sulle piste ghiacciate.

## Risultati nel motomondiale

### Classe 125
| 2007 | Classe | Moto  |  |  |  |  |  |  |  |  |    |  |    |  |  |  |  |  |  |  | Punti | Pos. |
| ---- | ------ | ----- |  |  |  |  |  |  |  |  | -- |  | -- |  |  |  |  |  |  |  | ----- | ---- |
| 2007 | 125    | Honda |  |  |  |  |  |  |  |  | 32 |  | NE |  |  |  |  |  |  |  | 0     |      |

| 2008 | Classe | Moto |  |  |  |  |  |  |  |  |    |  |    |  |  |  |  |  |  |  | Punti | Pos. |
| ---- | ------ | ---- |  |  |  |  |  |  |  |  | -- |  | -- |  |  |  |  |  |  |  | ----- | ---- |
| 2008 | 125    | Seel |  |  |  |  |  |  |  |  | 28 |  | NE |  |  |  |  |  |  |  | 0     |      |

| 2009 | Classe | Moto  |    |     |    |    |    |    |    |    |    |     |     |  |    |    |    |    |    |  | Punti | Pos. |
| ---- | ------ | ----- | -- | --- | -- | -- | -- | -- | -- | -- | -- | --- | --- |  | -- | -- | -- | -- | -- |  | ----- | ---- |
| 2009 | 125    | Honda | 23 | Rit | 24 | 13 | 23 | 21 | 19 | NE | 19 | Rit | Rit |  | 23 | 17 | 22 | 18 | 18 |  | 3     | 27º  |

| 2010 | Classe | Moto    |    |    |    |    |    |    |     |     |    |   |    |    |     |    |     |    |     |  | Punti | Pos. |
| ---- | ------ | ------- | -- | -- | -- | -- | -- | -- | --- | --- | -- | - | -- | -- | --- | -- | --- | -- | --- |  | ----- | ---- |
| 2010 | 125    | Aprilia | 14 | 10 | 12 | 14 | 13 | 13 | Rit | Rit | NE | 8 | 11 | 21 | Rit | 15 | Rit | 16 | Rit |  | 34    | 16º  |

| 2011 | Classe | Moto    |    |     |     |    |    |     |     |    |    |    |    |    |     |     |    |     |     |    | Punti | Pos. |
| ---- | ------ | ------- | -- | --- | --- | -- | -- | --- | --- | -- | -- | -- | -- | -- | --- | --- | -- | --- | --- | -- | ----- | ---- |
| 2011 | 125    | Aprilia | 12 | Rit | Rit | 18 | 17 | Rit | Rit | 14 | 15 | NE | 10 | 16 | Rit | Rit | 13 | Rit | Rit | 20 | 16    | 23º  |

| Legenda | 1º posto        | 2º posto            | 3º posto            | A punti      | Senza punti        | Grassetto – Pole position Corsivo – Giro più veloce |
| Legenda | Gara non valida | Non qual./Non part. | Ritirato/Non class. | Squalificato | '-' Dato non disp. | Grassetto – Pole position Corsivo – Giro più veloce |

### Moto3
| 2012 | Classe | Moto      |    |    |     |   |    |    |    |     |     |    |     |    |     |     |  |  |  |  | Punti | Pos. |
| ---- | ------ | --------- | -- | -- | --- | - | -- | -- | -- | --- | --- | -- | --- | -- | --- | --- |  |  |  |  | ----- | ---- |
| 2012 | Moto3  | FGR Honda | 24 | 17 | Rit | 7 | 16 | 18 | 24 | Rit | Rit | NE | Rit | 24 | Rit | Rit |  |  |  |  | 9     | 26º  |

| 2013 | Classe | Moto      |    |     |    |    |    |     |     |    |    |     |    |    |    |    |     |    |    |    | Punti | Pos. |
| ---- | ------ | --------- | -- | --- | -- | -- | -- | --- | --- | -- | -- | --- | -- | -- | -- | -- | --- | -- | -- | -- | ----- | ---- |
| 2013 | Moto3  | Kalex KTM | 13 | Rit | 14 | 21 | 15 | Rit | Rit | 14 | NE | Rit | 16 | 28 | 21 | 22 | Rit | 20 | 25 | 21 | 8     | 24º  |

| 2014 | Classe | Moto               |  |  |  |  |  |  |  |    |  |  |  |    |  |    |    |    |     |    | Punti | Pos. |
| ---- | ------ | ------------------ |  |  |  |  |  |  |  | -- |  |  |  | -- |  | -- | -- | -- | --- | -- | ----- | ---- |
| 2014 | Moto3  | FTR KTM e Mahindra |  |  |  |  |  |  |  | 12 |  |  |  | 23 |  | 16 | 20 | 16 | Rit | 20 | 4     | 27º  |

| Legenda | 1º posto        | 2º posto            | 3º posto            | A punti      | Senza punti        | Grassetto – Pole position Corsivo – Giro più veloce |
| Legenda | Gara non valida | Non qual./Non part. | Ritirato/Non class. | Squalificato | '-' Dato non disp. | Grassetto – Pole position Corsivo – Giro più veloce |

### Moto2
| 2015 | Classe | Moto     |  |  |  |  |  |  |  |    |  |  |  |  |  |  |  |  |  |  | Punti | Pos. |
| ---- | ------ | -------- |  |  |  |  |  |  |  | -- |  |  |  |  |  |  |  |  |  |  | ----- | ---- |
| 2015 | Moto2  | Speed Up |  |  |  |  |  |  |  | 25 |  |  |  |  |  |  |  |  |  |  | 0     |      |

| Legenda | 1º posto        | 2º posto            | 3º posto            | A punti      | Senza punti        | Grassetto – Pole position Corsivo – Giro più veloce |
| Legenda | Gara non valida | Non qual./Non part. | Ritirato/Non class. | Squalificato | '-' Dato non disp. | Grassetto – Pole position Corsivo – Giro più veloce |

### MotoE
| 2021 | Classe | Moto     |    |    |     |    |    |    |    |  | Punti | Pos. |
| ---- | ------ | -------- | -- | -- | --- | -- | -- | -- | -- |  | ----- | ---- |
| 2021 | MotoE  | Energica | 11 | 14 | Rit | 16 | 14 | 14 | 14 |  | 13    | 17º  |

| Legenda | 1º posto        | 2º posto            | 3º posto            | A punti      | Senza punti        | Grassetto – Pole position Corsivo – Giro più veloce |
| Legenda | Gara non valida | Non qual./Non part. | Ritirato/Non class. | Squalificato | '-' Dato non disp. | Grassetto – Pole position Corsivo – Giro più veloce |